# Les Singes de l'espace
Les Singes de l'espace (Captain Simian & the Space Monkeys) est une série télévisée d'animation américaine en 26 épisodes de 25 minutes, créée par Gordon Bressack et diffusée du 7 septembre 1996 au 21 juin 1997 en syndication dans le bloc de programmation BKN.
En France, elle a été diffusée à partir du 3 septembre 1997 sur TF1 dans TF! puis rediffusée sur Télétoon+.

## Synopsis
Dans les années 1960, trois singes sont envoyés dans l'espace afin de réaliser des tests scientifiques. Deux reviennent sur Terre, mais un dysfonctionnement projette la capsule du troisième, Charlie, hors de son orbite.
Après trois décennies passées à dériver dans l'espace, Charlie débarque sur une planète inconnue. Le considérant comme un émissaire de la Terre, la population locale lui confie la mission de monter une équipe chargée d'empêcher le terrible seigneur Nébula de détruire l'Univers.

## Épisodes
1. Les Compagnons de la banane (partie 1) (Yes, We Have No Bananas, Part 1)
2. Les Compagnons de la banane (partie 2) (Yes, We Have No Bananas, Part 2)
3. La Créature (Ape-lien)
4. Retour à la Terre (The Monkey Has Landed)
5. Rêve ou réalité (Gor-illa My Dreams)
6. Gorgantua (Gormongus!)
7. Le Choix de Splitzy (Splitzy's Choice)
8. Troupeau de bananes (Invasion of the Banana Snatchers)
9. Animalie, Animalia (Repo Ape)
10. Malin comme un singe (Lawnmower Ape)
11. Le Voir pour le croire (Monkey in the Middle)
12. Mouvements divers (The Apes of Wrath)
13. Question d'interprétation (Plan Ape from Outer Space)
14. Souvenirs souvenirs (Mind Over Monkey)
15. Pirate pas ton coup (Monkey Puzzle Man)
16. Un humain peut en cacher un autre (Planet of the Humans)
17. L'Injuste prix (Felonious Monks)
18. Postérieurement (Little House on the Primate)
19. Le Faux jeton maltais (The Maltese Monkey)
20. Le Rhésus + (Rhesus Pieces)
21. Les singes se plantent (Escape From the Plant of the Apes)
22. Isaac à malices (A Clockwork Orang)
23. Le Sous-marin de l'espace (Surf Monkeys Must Dive!)
24. Le Mandrill qui en savait trop (The Mandrill Who Knew Too Much, Part 1)
25. Un héros, des zéros (partie 1) (Ape-pocalypse Now!, Part 2)
26. Un héros, des zéros (partie 2) (Ape-pocalypse... A Little Later!, Part 3)

## Distribution
- James L. Avery, Sr. : Gor-illa
- Jeff Bennett (VF : Éric Chevallier) : Orbitron
- Michael Dorn : Lord Nébula
- Jerry Doyle (VF : Hervé Caradec) : le capitaine Charlie « Chuck » Simian
- Dom Irrera (en) (VF : Philippe Bozo) : Spydor
- Maurice LaMarche (VF : Éric Etcheverry) : Dr Splitzy
- Karen Maruyama (VF : Danièle Hazan) : Shao Lin
- Malcolm McDowell (VF : Éric Chevallier) : Rhésus 2